# Luke Amos
Luke Ayodele Amos (Welwyn Garden City, 23 februari 1997) is een Engels-Nigeriaans voetballer die doorgaans speelt als middenvelder. In februari 2025 verruilde hij Hibernian voor Perth Glory.

## Clubcarrière
Amos speelde in de jeugd van Ware Youth en kwam in 2006 in de opleiding van Tottenham Hotspur terecht. In januari 2017 werd hij verhuurd aan Southend United voor de rest van het seizoen 2016/17. In de League One speelde hij drie wedstrijden. Amos kreeg een jaar na zijn eerste verhuurperiode een nieuw contract bij Tottenham tot medio 2019. Hij werd direct voor een tweede maal verhuurd, aan Stevenage.
De middenvelder maakte zijn debuut voor Tottenham Hotspur op 11 augustus 2018, in de eerste speelronde van de Premier League. Op bezoek bij Newcastle United scoorden Jan Vertonghen en Dele Alli, een tegengoal kwam van Joselu, waardoor Tottenham met 1–2 won. Amos mocht van coach Mauricio Pochettino twee minuten voor tijd invallen voor Eric Dier. Aan het einde van augustus 2018 verlengde Amos zijn verbintenis bij Tottenham met twee seizoenen tot medio 2021.
In de rest van het seizoen kreeg hij geen speeltijd meer in het eerste elftal, waarop Queens Park Rangers de middenvelder op huurbasis overnam in de zomer van 2019. Na de verhuurperiode kwamen Tottenham Hotspur en Queens Park Rangers overeen dat Amos definitief de overstap zou maken naar die laatste club. In oktober 2020 liep hij een blessure op aan zijn voorste kruisband. Hierdoor moest hij de rest van het seizoen 2020/21 aan zich voorbij laten gaan. Vanaf de zomer van 2021 keerde hij terug en kreeg hij weer meer speeltijd.
Medio 2023 verliep het contract van Amos, waarop hij een half seizoen zonder club zat. Hij tekende in januari 2024 voor Hibernian. Een jaar later werd zijn contract ontbonden, waarop hij bij Perth Glory ging spelen.

## Clubstatistieken
| Seizoen | Club                  | Competitie     | Competitie | Competitie | Beker | Beker | Internationaal | Internationaal | Totaal | Totaal |
| Seizoen | Club                  | Competitie     | Wed.       | Dlp.       | Wed.  | Dlp.  | Wed.           | Dlp.           | Wed.   | Dlp.   |
| ------- | --------------------- | -------------- | ---------- | ---------- | ----- | ----- | -------------- | -------------- | ------ | ------ |
| 2016/17 | Tottenham Hotspur     | Premier League | 0          | 0          | 0     | 0     | —              | —              | 0      | 0      |
| 2016/17 | → Southend United     | League One     | 3          | 0          | 0     | 0     | —              | —              | 3      | 0      |
| 2017/18 | Tottenham Hotspur     | Premier League | 0          | 0          | 0     | 0     | —              | —              | 0      | 0      |
| 2017/18 | → Stevenage           | League Two     | 16         | 2          | 0     | 0     | —              | —              | 16     | 2      |
| 2018/19 | Tottenham Hotspur     | Premier League | 1          | 0          | 0     | 0     | 0              | 0              | 1      | 0      |
| 2019/20 | → Queens Park Rangers | Championship   | 34         | 2          | 1     | 0     | —              | —              | 35     | 2      |
| 2020/21 | Queens Park Rangers   | Championship   | 5          | 0          | 1     | 0     | —              | —              | 6      | 0      |
| 2021/22 | Queens Park Rangers   | Championship   | 29         | 6          | 4     | 0     | —              | —              | 33     | 6      |
| 2022/23 | Queens Park Rangers   | Championship   | 21         | 0          | 0     | 0     | —              | —              | 21     | 0      |
| 2023/24 | Hibernian             | Premiership    | 7          | 0          | 1     | 0     | —              | —              | 8      | 0      |
| 2024/25 | Hibernian             | Premiership    | 1          | 0          | 6     | 0     | —              | —              | 7      | 0      |
| 2024/25 | Perth Glory           | A-League       | 8          | 1          | 1     | 0     | —              | —              | 9      | 1      |
| Totaal  | Totaal                | Totaal         | 125        | 11         | 14    | 0     | 0              | 0              | 139    | 11     |

Bijgewerkt op 27 mei 2025.